# Anton Spitaler
Anton Spitaler, född 11 juli 1910 i München, död 3 augusti 2003 i Traunreut i Bayern, var en tysk orientalist, forskare i arabiska och semitiska språk.

## Allmänt
Anton Spitaler studerade 1929-1933 vid Münchens universitet, och höstterminen 1931/1932 vid Universitetet i Breslau. Han  disputerade i München i semitisk filologi 1933. Under andra världskriget var han i tjänst inom krigsmakten som tolk i arabiska först i Belgien, sedan i Frankrike. I juni 1946 kunde han slutföra  habiliteringen i semitisk filologi i München. År 1948 utnämndes han till professor vid Münchens universitet och han avgick 1978.

## Det gömda arkivet
Anton Spitaler spelade en något märklig roll i samband med den så kallade "Gotthelf Bergsträsser Archive", en samling av bilder av gamla Koranmanuskript. Spitaler ärvde arkivet år 1941 och hävdade efter kriget att materialet blev förstört. Men detta var inte sant, utan bilderna var i Spitalers besittning var fram till början av 1990-talet. Sedan dess ansvarar för Angelika Neuwirth, vid Fria universitetet i Berlin, för materialet. Detta utgör en förutsättning för projektet Corpus Coranicum.